# Bélapátfalvai járás
A Bélapátfalvai járás Heves vármegyéhez tartozó járás Magyarországon, amely 2013-ban jött létre. Székhelye Bélapátfalva. Területe 180,89 km², népessége 8 710 fő (ezzel az ország legkisebb népességű járása), népsűrűsége 48 fő/km² volt a 2012. évi adatok szerint. Egy város (Bélapátfalva) és 7 község tartozik hozzá.
A Bélapátfalvai járás a 2013-ban újonnan létrehozott járások közé tartozik, a járások 1983-as megszüntetése előtt nem létezett. Bélapátfalva korábban soha nem töltött be járási székhely szerepet, de 2004-től kistérségi központ volt.

## Települései
| Település       | Rang (2013. július 15.) | Kistérség (2013. január 1.) | Népesség (2012. január 1.) | Terület (km²) |
| --------------- | ----------------------- | --------------------------- | -------------------------- | ------------- |
| Bélapátfalva    | járásszékhely város     | Bélapátfalvai               | 2 996                      | 36,63         |
| Balaton         | község                  | Bélapátfalvai               | 1 038                      | 13,2          |
| Bekölce         | község                  | Bélapátfalvai               | 637                        | 13,77         |
| Bükkszentmárton | község                  | Bélapátfalvai               | 305                        | 8,26          |
| Mikófalva       | község                  | Bélapátfalvai               | 720                        | 14,41         |
| Mónosbél        | község                  | Bélapátfalvai               | 416                        | 13,78         |
| Nagyvisnyó      | község                  | Bélapátfalvai               | 938                        | 43,02         |
| Szilvásvárad    | község                  | Bélapátfalvai               | 1 660                      | 37,82         |